# Ilnur Zakarin

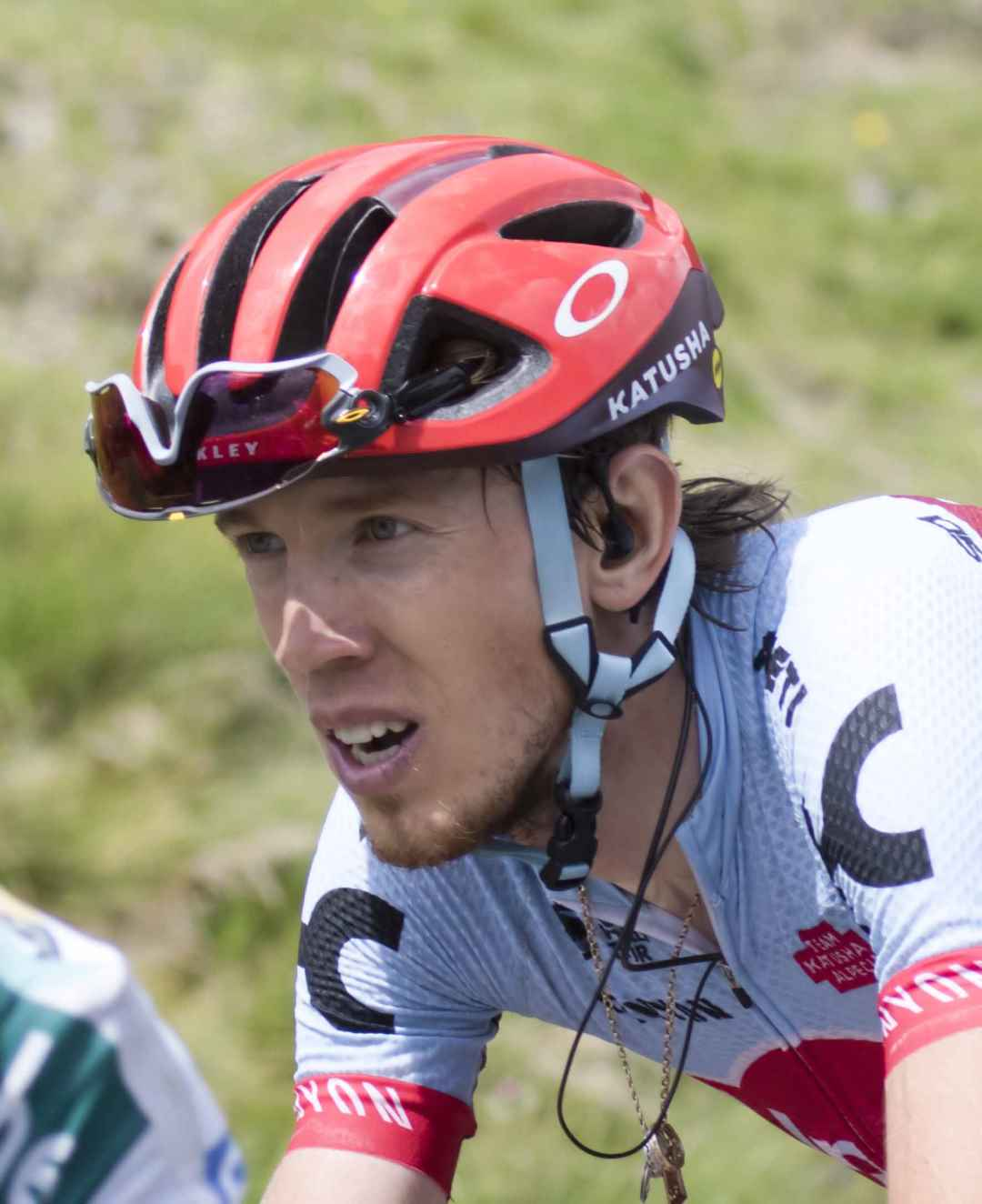
Ilnur Zakarin

Ilnur Zakarin é um ciclista profissional russo nascido em 15 de setembro de 1989 em Naberejnye Chelny, Tartaristão. Actualmente corre para a equipa russa Katusha.

## Biografia
Em 2009 a federação russa suspendeu-o durante dois anos por dar positivo por um anabolizante. Sua volta a uma equipa profissional foi até o 2012 com o Itera-Katusha. Recalo no 2013 na equipa profissional continental RusVelo, ali permaneceu durante duas temporadas, tendo muito bons resultados em especial na temporada 2014 em onde se levou a geral no Tour de Azerbaijão, no Grande Prêmio de Adigueya e no Grande Prêmio de Sochi; além de terminar segundo na geral do Tour de Eslovénia, só superado pelo português Tiago Machado.
Foi confirmado pela equipa Katusha para a temporada 2015, onde surpreendeu conseguindo a geral do Tour de Romandia, compartilhando o pódio com seu colega de equipa Simon Špilak e o britânico Chris Froome, segundo e terceiro respectivamente. Zakarin já tinha vindo demonstrando seu nível na Volta ao País Basco, já que tinha ficado terceiro na primeira etapa e nono no geral final.

## Palmarés
2012
- Grande Prêmio Donetsk
- Grande Prêmio de Adigueya, mas 2 etapas
- 1 etapa do Girobio
- 1 etapa do Tour de Alsacia

2013
- 1 etapa do Grande Prêmio de Adigueya
- Campeonato da Rússia Contrarrelógio

2014
- Grande Prêmio de Sochi
- Grande Prêmio de Adigueya, mais 1 etapa
- Tour de Azerbaijã

2015
- Tour de Romandia
- 1 etapa do Giro de Itália

2016
- 1 etapa do Paris-Nice

## Resultados em grandes voltas e campeonatos do mundo
Durante sua carreira desportiva tem conseguido os seguintes postos nas Grandes Voltas e nos Campeonatos do Mundo em estrada:
| Carreira               | 2012 | 2013 | 2014 | 2015 | 2016 | 2017 |
| ---------------------- | ---- | ---- | ---- | ---- | ---- | ---- |
| Giro de Itália         | -    | -    | -    | 44°  | DNF  | 5º   |
| Tour de France         | -    | -    | -    | -    | 25   | -    |
| Volta a España         | -    | -    | -    | -    | -    | IP   |
| Mundial em Estrada     | -    | -    | 75°  | -    | -    | -    |
| Mundial Contrarrelógio | -    | -    | -    | -    | -    | -    |